# Língua cherokee

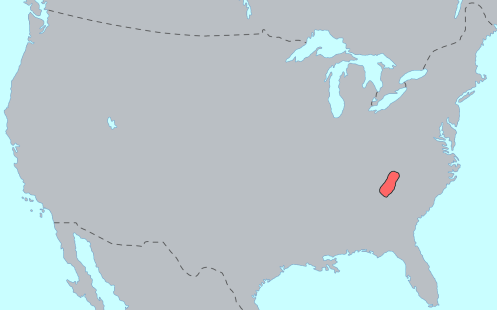
Distribuição original da língua cherokee

O cherokee (ᏣᎳᎩ, Tsalagi), também chamado de cheroqui, é uma língua iroquesa falada pelos cherokees, povo indígena norte-americano que usa o silabário cherokee.  Essa é a única língua iroquesa meridional que ainda é falada. O cherokee é uma língua polissintética, com ênfase nas sílabas.
O dialeto cherokee é falado pelos habitantes das cidades próximas à fronteira entre a Carolina do Sul e a Geórgia possuindo o r como consoante líquida em seu inventário, enquanto o dialeto ani-kutani (ᎠᏂᎫᏔᏂ) falado na Carolina do Norte e Oklahoma contêm l. A palavra cherokee, por exemplo, quando falada nesse dialeto é expressa Tsa-la-gi (pronunciado djah-la-gui, ou tcha-la-gui) pelos falantes nativos. A língua não possui "p" e "b".

## Fonologia
A língua cherokee possui uma consoante labial m–cujo uso é relativamente novo na língua – alguns descrevem a consoante w como labial ao invés de consoante velar. No caso do p, qu pode servir como substituto (como no nome da Wikipédia em cherokee, Wi-gi-que-di-ya).

### Consoantes
O inventário consonantal do cherokee da Carolina do Norte é dado na tabela abaixo. As consoantes de todas as línguas iroquesas padrão podem ser agrupadas como obstruentes (orais), sibilantes, laringeais, e resonantes (Lounsbury 1978:337). Obstruentes são não-distintivas aspiradas quando precedem h. Há alguma variação na forma em que as ortografias representam esses alófonos. A ortografia usada na tabela representa os alófonos aspirados como th, kh, e tsh. Uma outra ortografia comum representa os alófonos não aspirados como d, g, e dz e os alófonos aspirados como t, k, e ts (Scancarelli 2005:359–62).
|             | Labial | Alveolar | Palatal | Velar | Glotal |
| ----------- | ------ | -------- | ------- | ----- | ------ |
| Obstruentes |        | t ts     |         | k     |        |
| Sibilante   |        | s        |         |       |        |
| Laringeais  |        |          |         |       | h ʔ    |
| Resonantes  | m      | n l      | y       | w     |        |

### Vogais
Há seis vogais curtas no inventário cherokee. Assim como em todas as línguas iroquesas, esta também inclui uma vogal nasalizada (Lounsbury 1978:337). No caso do cherokee, a vogal nasalizada é o schwa, que geralmente é representado como v.
|         | Frontal | Central | Anterior |
| ------- | ------- | ------- | -------- |
| Fechada | i iː    |         | u uː     |
| Média   | e eː    | v vː    | o oː     |
| Aberta  |         | a aː    |          |

#### Ditongos
O cherokee possui apenas um ditongo nativo:
- ai  /ai/

Uma outra exceção na fonologia acima é encontrada no moderno dialeto de Oklahoma usado na palavra automobile ("automóvel"), com o som /ɔ/ e o som /b/; empréstimos do inglês.

### Tom
O cherokee possui um forte sistema tonal no qual os tons podem ser combinados de diferentes formas, seguindo complexas regras tonais que variam de comunidade a comunidade. Enquanto o sistema tonal vem sendo simplificado em várias áreas (sem dúvidas devido ao fato de o cherokee estar se tornando cada vez mais a segunda língua), o sistema tonal permanece extremamente importante e continua forte principalmente entre os falantes mais velhos. Deve notar-se que um silabário normalmente não apresenta tons, e que discrepâncias significantes são raras entre as comunidades falantes do cherokee. O mesmo acontece com as palavras transliteradas (osiyo, dohitsu, etc.), que raramente são escritas com marcadores de tom, exceto nos dicionários. Falantes nativos podem dizer a diferença entre palavras distinguindo o tom de acordo com o contexto.

## Gramática
O cherokee, assim como muitas outras línguas nativas americanas, é polissintética, o que significa que vários morfemas podem ser juntos em uma única palavra, que podem se tornar muito extensas. Os verbos em cherokee, as palavras mais importantes, devem conter no mínimo um prefixo pronominal, uma raiz, um sufixo de aspecto, e um sufixo modal. Considere o seguinte verbo:

| g-                 | e:                 | -g                    | -a           |
| PREFIXO PRONOMINAL | RAIZ DO VERBO "ir" | SUFIXO PARA O ASPECTO | SUFIXO MODAL |

Por exemplo, a forma verbal ge:ga ("estou indo") possui cada um desses elementos. O sufixo pronominal é g-, que indica a primeira pessoa no singular. A raiz do verbo é -e, "ir." O sufixo indicando aspecto  que nesse verbo é empregado no tempo presente é -g-. O sufixo modal no tempo presente para verbos regulares em cherokee é -a.

|    | Singular                | Dual incl.                           | Dual excl.                                         | Plural excl.                                  | Plural incl.                                     |
| 1ª | gega - Eu estou indo    | inega - Nós estamos indo (você + eu) | osdega - Nós dois estamos indo (nós dois sem você) | otsega - Todos nós estamos indo (3+,sem você) | idega Todos nós estamos indo(3+, incluindo você) |
| 2ª | hega - Vocês estão indo | 'sdega - Vocês dois estão indo       | -                                                  | -                                             | itsega - Vocês todos estão indo                  |
| 3ª | ega - Ele(a)está indo   | -                                    | anega Eles(as) (2+) estão indo                     | -                                             | -                                                |

## Sistema de escrita
O cherokee é escrito com um silabário de 85 caracteres inventado por Sequoyah (também conhecido como George Guess). Alguns símbolos lembram letras do alfabeto latino, mas com valores sonoros completamente diferentes; Sequoyah conhecia a ortografia do inglês, mas não sabia como lê-la.
Devido à natureza polissintética da língua cherokee, construir novas palavras descritivas em cherokee é bastante fácil, especialmente para expressar conceitos modernos. Alguns bons exemplos são di-ti-yo-hi-hi (em cherokee:ᏗᏘᏲᎯᎯ) que significa "ele argumenta repetidamente e propõe uma proposta".  Essa é a palavra em cherokee para advogado. Um outro exemplo é di-da-ni-yi-s-gi (cherokee:ᏗᏓᏂᏱᏍᎩ) que significa o caçador final ou "ele finalmente os captura". Essa é a palavra cherokee para policial.
Muitas palavras, no entanto, têm sido adotadas do inglês – por exemplo, gasolina, que em cherokee se escreve ga-so-li-ne (cherokee:ᎦᏐᎵᏁ). Muitas outras palavras foram adotadas de línguas de tribos que chegaram a Oklahoma no início de 1900s.  Um interessante exemplo é o nome de Nowata.  A palavra "nowata" é uma palavra em delaware para "bem-vindo" (mais precisamente, a palavra em delaware é "nu-wi-ta" que significa "bem-vindo" ou "amigo" na língua delaware). Os colonizadores europeus da região usaram o nome "nowata" para designar a cidade e os cherokees, sem saber que a palavra tem origem na língua delaware, chamaram a cidade de a-ma-di-ka-ni-gv-na-gv-na (Cherokee:ᎠᎹᏗᎧᏂᎬᎾᎬᎾ)  que significa "toda a água se foi, se foi daqui" -- i.e. "nenhuma água".
Outros exemplos de palavras adotadas são ka-wi (cherokee:ᎧᏫ) para café e wa-tsi (cherokee:ᏩᏥ) para relógio (que pode derivar em u-ta-na wa-tsi (cherokee:ᎤᏔᎾ ᏩᏥ) ou "grande relógio" para relógio [de parede]).

## Divergências entre os dialetos
Há dois dialetos principais do cherokee moderno. O dialeto giduwa ("oriental") e o dialeto otali (também chamado de dialeto de Overhill) falado no Oklahoma.  O dialeto otali divergiu significantemente do silabário de Sequoyah nos últimos 150 anos, e muitos empréstimos têm sido adotados na língua. Esses substantivos e verbos possuem raiz no cherokee, e podem ser representados com o silabário de Sequoyah. Atualmente cerca de 85 sílabas são usadas pelos modernos falantes do cherokee. Os falantes do dialeto otali empregam 122 silabas distintas no Oklahoma.
| Otali Syllable | Sequoyah Syllabary Index | Sequoyah Syllabary Char | Sequoyah Syllable |
| nah            | 32                       | Ꮐ                       | nah               |
| hna            | 31                       | Ꮏ                       | hna               |
| qua            | 38                       | Ꮖ                       | qua               |
| que            | 39                       | Ꮗ                       | que               |
| qui            | 40                       | Ꮘ                       | qui               |
| quo            | 41                       | Ꮙ                       | quo               |
| quu            | 42                       | Ꮚ                       | quu               |
| quv            | 43                       | Ꮛ                       | quv               |
| dla            | 60                       | Ꮬ                       | dla               |
| tla            | 61                       | Ꮭ                       | tla               |
| tle            | 62                       | Ꮮ                       | tle               |
| tli            | 63                       | Ꮯ                       | tli               |
| tlo            | 64                       | Ꮰ                       | tlo               |
| tlu            | 65                       | Ꮱ                       | tlu               |
| tlv            | 66                       | Ꮲ                       | tlv               |
| tsa            | 67                       | Ꮳ                       | tsa               |
| tse            | 68                       | Ꮴ                       | tse               |
| tsi            | 69                       | Ꮵ                       | tsi               |
| tso            | 70                       | Ꮶ                       | tso               |
| tsu            | 71                       | Ꮷ                       | tsu               |
| tsv            | 72                       | Ꮸ                       | tsv               |
| hah            | 79                       | Ꮿ                       | ya                |
| gwu            | 11                       | Ꭻ                       | gu                |
| gwi            | 40                       | Ꮘ                       | qui               |
| hla            | 61                       | Ꮭ                       | tla               |
| hwa            | 73                       | Ꮹ                       | wa                |
| gwa            | 38                       | Ꮖ                       | qua               |
| hlv            | 66                       | Ꮲ                       | tlv               |
| guh            | 11                       | Ꭻ                       | gu                |
| gwe            | 39                       | Ꮗ                       | que               |
| wah            | 73                       | Ꮹ                       | wa                |
| hnv            | 37                       | Ꮕ                       | nv                |
| teh            | 54                       | Ꮦ                       | te                |
| qwa            | 06                       | Ꭶ                       | ga                |
| yah            | 79                       | Ꮿ                       | ya                |
| na             | 30                       | Ꮎ                       | na                |
| ne             | 33                       | Ꮑ                       | ne                |
| ni             | 34                       | Ꮒ                       | ni                |
| no             | 35                       | Ꮓ                       | no                |
| nu             | 36                       | Ꮔ                       | nu                |
| nv             | 37                       | Ꮕ                       | nv                |
| ga             | 06                       | Ꭶ                       | ga                |
| ka             | 07                       | Ꭷ                       | ka                |
| ge             | 08                       | Ꭸ                       | ge                |
| gi             | 09                       | Ꭹ                       | gi                |
| go             | 10                       | Ꭺ                       | go                |
| gu             | 11                       | Ꭻ                       | gu                |
| gv             | 12                       | Ꭼ                       | gv                |
| ha             | 13                       | Ꭽ                       | ha                |
| he             | 14                       | Ꭾ                       | he                |
| hi             | 15                       | Ꭿ                       | hi                |
| ho             | 16                       | Ꮀ                       | ho                |
| hu             | 17                       | Ꮁ                       | hu                |
| hv             | 18                       | Ꮂ                       | hv                |
| ma             | 25                       | Ꮉ                       | ma                |
| me             | 26                       | Ꮊ                       | me                |
| mi             | 27                       | Ꮋ                       | mi                |
| mo             | 28                       | Ꮌ                       | mo                |
| mu             | 29                       | Ꮍ                       | mu                |
| da             | 51                       | Ꮣ                       | da                |
| ta             | 52                       | Ꮤ                       | ta                |
| de             | 53                       | Ꮥ                       | de                |
| te             | 54                       | Ꮦ                       | te                |
| di             | 55                       | Ꮧ                       | di                |
| ti             | 56                       | Ꮨ                       | ti                |
| do             | 57                       | Ꮩ                       | do                |
| du             | 58                       | Ꮪ                       | du                |
| dv             | 59                       | Ꮫ                       | dv                |
| la             | 19                       | Ꮃ                       | la                |
| le             | 20                       | Ꮄ                       | le                |
| li             | 21                       | Ꮅ                       | li                |
| lo             | 22                       | Ꮆ                       | lo                |
| lu             | 23                       | Ꮇ                       | lu                |
| lv             | 24                       | Ꮈ                       | lv                |
| sa             | 44                       | Ꮜ                       | sa                |
| se             | 46                       | Ꮞ                       | se                |
| si             | 47                       | Ꮟ                       | si                |
| so             | 48                       | Ꮠ                       | so                |
| su             | 49                       | Ꮡ                       | su                |
| sv             | 50                       | Ꮢ                       | sv                |
| wa             | 73                       | Ꮹ                       | wa                |
| we             | 74                       | Ꮺ                       | we                |
| wi             | 75                       | Ꮻ                       | wi                |
| wo             | 76                       | Ꮼ                       | wo                |
| wu             | 77                       | Ꮽ                       | wu                |
| wv             | 78                       | Ꮾ                       | wv                |
| ya             | 79                       | Ꮿ                       | ya                |
| ye             | 80                       | Ᏸ                       | ye                |
| yi             | 81                       | Ᏹ                       | yi                |
| yo             | 82                       | Ᏺ                       | yo                |
| yu             | 83                       | Ᏻ                       | yu                |
| yv             | 84                       | Ᏼ                       | yv                |
| to             | 57                       | Ꮩ                       | do                |
| tu             | 58                       | Ꮪ                       | du                |
| ko             | 10                       | Ꭺ                       | go                |
| tv             | 59                       | Ꮫ                       | dv                |
| qa             | 73                       | Ꮹ                       | wa                |
| ke             | 07                       | Ꭷ                       | ka                |
| kv             | 12                       | Ꭼ                       | gv                |
| ah             | 00                       | Ꭰ                       | a                 |
| qo             | 10                       | Ꭺ                       | go                |
| oh             | 03                       | Ꭳ                       | o                 |
| ju             | 71                       | Ꮷ                       | tsu               |
| ji             | 69                       | Ꮵ                       | tsi               |
| ja             | 67                       | Ꮳ                       | tsa               |
| je             | 68                       | Ꮴ                       | tse               |
| jo             | 70                       | Ꮶ                       | tso               |
| jv             | 72                       | Ꮸ                       | tsv               |
| a              | 00                       | Ꭰ                       | a                 |
| e              | 01                       | Ꭱ                       | e                 |
| i              | 02                       | Ꭲ                       | i                 |
| o              | 03                       | Ꭳ                       | o                 |
| u              | 04                       | Ꭴ                       | u                 |
| v              | 05                       | Ꭵ                       | v                 |
| s              | 45                       | Ꮝ                       | s                 |
| n              | 30                       | Ꮎ                       | na                |
| l              | 02                       | Ꭲ                       | i                 |
| t              | 52                       | Ꮤ                       | ta                |
| d              | 55                       | Ꮧ                       | di                |
| y              | 80                       | Ᏸ                       | ye                |
| k              | 06                       | Ꭶ                       | ga                |
| g              | 06                       | Ꭶ                       | ga                |

## Uso na internet
Durante anos, muitas pessoas escreveram em cherokee usando transliteração ou usando fontes incompatíveis para se escrever o silabário. No entanto, após a adição integral do silabário cherokee no Unicode, a língua cherokee têm passado por um renascimento através do uso na Internet.[carece de fontes?]

## A língua cherokee na cultura popular
O tema "I Will Find You", do filme The Last of the Mohicans, da  banda Clannad, conta com a participação de Máire Brennan cantando em cherokee, assim como em língua moicana.

## Leitura
- Bruchac, Joseph. Aniyunwiya/Real Human Beings: An Anthology of Contemporary Cherokee Prose. Greenfield Center, N.Y.: Greenfield Review Press, 1995. ISBN 0-912678-92-5